# والدة ويسلر (لوحة)
والدة ويسلر، أو (الأم ويسلر)، (بالإنجليزية: Whistler's Mother)‏. هي لوحة زيتية على قماش، رسمها الرسام الأمريكي جيمس ويسلر في 1871. تكرم وتقدس تواجد أول امرأة في حياه أي رجل. وأول امرأة في حياة ويسلر، في رمز كبير للأم. معروضة في متحف أورسيه في باريس. بعد ان تم شراؤها من قبل الحكومة الفرنسية في عام 1891. بعد ان طافت معظم متاحف العالم.

## قصة اللوحة

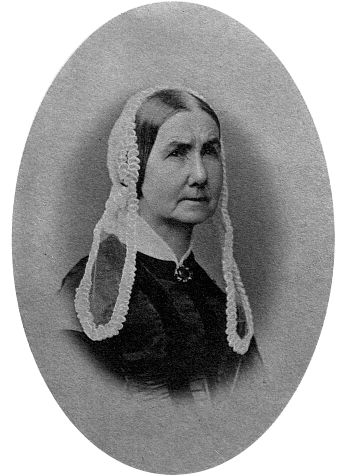
آنا ويسلر حوالي عام 1850.

أختلفت الروايات حول قصة اللوحة، ولكن أبرزها ان إحدى العارضات الجميلات اتفقت مع الفنان على الحضور إلى «مكان الرسم» الخاص به كي يقوم برسمها، لكنها لم تتمكن من الحضور ولم يكن من حل امام ويسلر الا ان يرسم والدته. ويتبين للمتلقي ان ويسلر نجح في اظهار الجانب القوي في شخصية والدته «آنا» حيث ينظر للوحة باعتبارها رمزاً للأمومة والتعاطف والرفق بالوالدين والقيم العائلية بشكل عام.

## التكوين العام للوحة

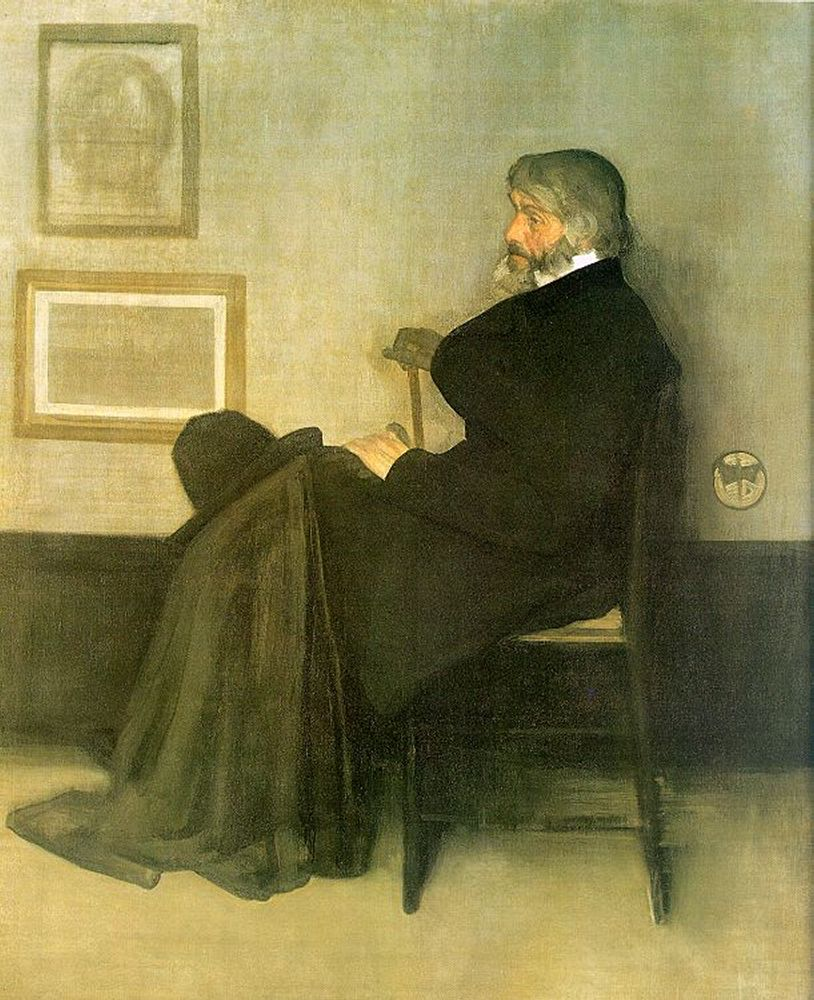
ترتيب الرمادي والأسود -رقم 2- (توماس كارليل)

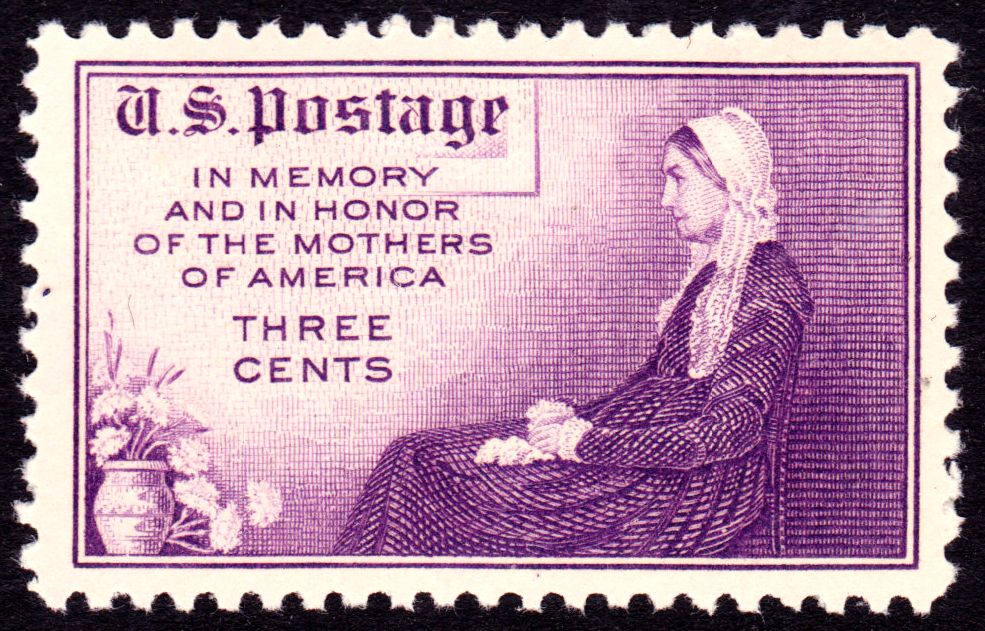
طابع بريدي للوحة الأم ويسلر ، إصدر عام 1934.

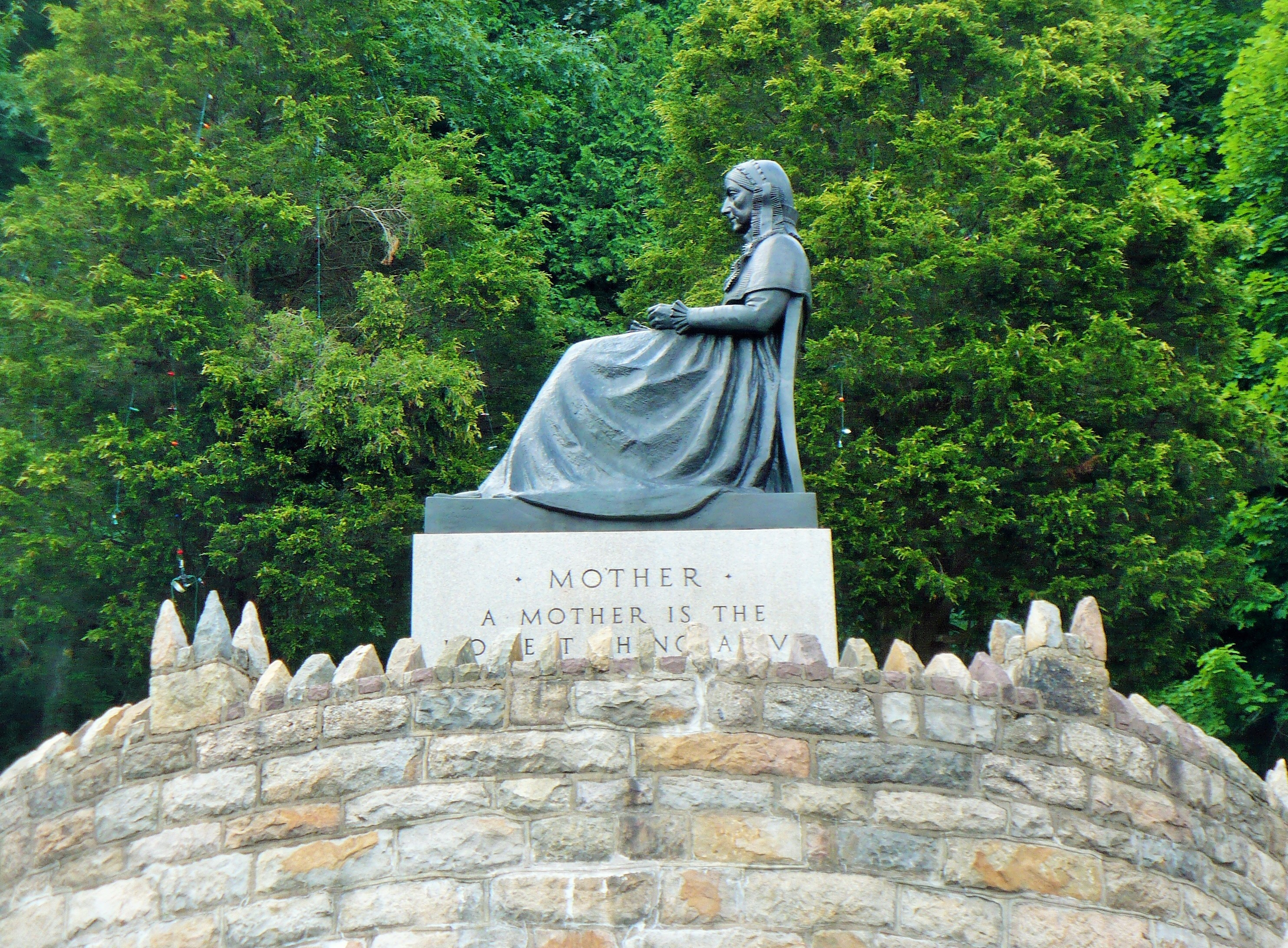
نصب الأم التذكاري في آشلاند.

ضخمه تمتاز بالبناء المعمارى للتكوين العام للصورة، ففيها يلاحظ التقسيمات في المساحات الكبيرة الاستطاليه. والتي تتعانق مع حرف L، ومنها بنى مساحات فراغية، ثم يعاد تذكير المشاهد بالاستطالة بوضع لوحة مستطيلة وجزء من صورة أخرى في اقصى اليمين. ويتبقى جزء كبير في اليسار من اللوحة، وفيها ستارة ملمسها ناعم وعليها زهور مصممة بطريقة يابانية. هذه هي المحاور التصميمية للعمل. وأحسن أعمال ويسلر المعروفة هي التجهيز بالداكن والأسوَد رقم (1)؛ لوحة والدة الرسام (1872م)، سميت غالبًا والدة ويسلر.
ويتميز أسلوب ويسلر بالألوان المطفأة واستخدام الألون الأحاديَّة والمُحْتَوى غير المتناسق حيث تأثَّر بالرسامين اليابانيين الذين استخدموا التقنيات نفسها في فن نحت الخشب. فقد حاول ويسلر في اللوحة نقل شخصية والدته البروتستانتية الوقورة. واختار أن يرسمها في وضع جانبي وهي ترتدي فستانا اسود وغطاء رأس ابيض بينما أمسكت بيدها منديلا حريريا ابيض. ملامح المرأة جامدة وقد لا تعبّر عن انفعال محدّد.
تميزت اللوحة بتباين ألوان الفستان مع ألوان الستارة، مع تنوع وثراء التقنيات الفنية التي وظفها ويسلر في رسم هذا العمل وتعكس اللوحة الصغيرة على الحائط والستارة تناسقَ التكوين. ومما يلفت الانتباه في هذا العمل جمال ورقة التباين بين الألوان الغالبة على اللوحة، خاصّة الأسود والرمادي والأبيض. ولم ينس الرسام أن يضمّن اللوحة إحدى لوحاته المشهورة التي تبدو معلقة على الجدار.
وصفت لوحة «والدة ويسلر» الزيتية بأنها أيقونة أمريكية وموناليزا الفيكتورية. فقد كان ويسلر من المدافعين الأقوياء عن مدرسة الفن للفن، بدليل الاسم الطويل والغريب الذي أطلقه على اللوحة. وهو اسم يحمل تحدّيا واضحا لأسلوب التسميات التقليدية ويحاكي في نفس الوقت العناوين «اللونية» للسيمفونيات والمؤلفات الموسيقية التي وضعها مؤلفون موسيقيون ينتمون إلى هذه المدرسة.

## مقاسات والمكان
مقاسات لوحة الأم ويسلر هي 56.81 × 63.94 بوصة (144.3 سم × 162.4 سم). معروضة في متحف أورسيه في باريس. بعد ان تم شراؤها من قبل الحكومة الفرنسية في عام 1891. وتعد اللوحة أكثر الأعمال شرة لفنان أمريكي خارج الولايات المتحدة الأمريكية. وقص صنفت كرمز أمريكي بعد لوحة فكتوريا والموناليزا.

## ألوان خاصة
ويسلر لا يستخدم ألوان الظل الجاهزة، أو استخدام اللون الأسود من الانبوبة مباشرة، بل يقوم بمزج اللون البديل للأسود، مثله مثل الراحل لوسيان فرويد، ولكن مع ويسلر تلاحظ حساباته الخاصة والدقيقة في الفروقات في درجات اللون والإيقاع الخاص، أو الهارمونى العام لتجانس الألوان.
واللوحة هي مجمع لدرجات ومشتقات الازرق الغامق «الانديجو»، وهذا اسم اللون، ومع استمرار الغوامق تمتد درجات ماهو مظلم إلى ان تصل إلى درجات ماهو ساطع. لكنه سطوع غير زاعق بل سطوع هادئ وحكيم، مثل شخصية الام.
وشخصية الأم والتي تجلس في مشهد بروفايل تعبر عن امرأة حكيمة هادئة شبه مقدسة، من سلالة عريقة وتلبس فستان وقور وعلى رأسها طرحة بيضاء من دانتيلا رائعة، وايضا هي تمسك بيدها منديلاً ابيضاً. وهكذا كانت الهوانم في العصور الماضية، السيدة الجالسة تمتلك قدسية لا تقل عن مصورات العذراء في اللوحات المسيحية، بل هناك عبق الحكمة والحنان والاستقلال الشخصى.
تعيش في رعاية خاصة وتضع قدميها على مسند مخصص للأقدام. وهذا كان موجوداً في كثير من المنازل والاسر الارستقراطيه، واحيانا هذه المساند كانت تباع مع طقم الصالون، ولكنها اندثرت وتوقفت صناعة المساند تقريباً!!  ومازلت اتذكر هذه المساند في منزل عمة والدى رحمها الله، كانت تجلس عليها القطط. فقد كانت عمة والدي هاوية تربية قطط، وكانت تطعم مايقرب من عشرين قطة. وكان باب شقتها مفتوح خصيصا للقطط !! ولم تنهب شقتها أو حاول اى انسان سرقتها. ولكنها توفت في نهاية الخمسينات.
فهي أم وقورة قليلة الحديث، مثقفة، حكيمة العقل، في سن السبعين أو مايقارب هذا السن. وهي ام تصغي وعندها موهبة السماع. ومن المؤكد انها كانت ام تعلم ابنائها السلام. إن الموديل المرسومة فيها صفة خاصة، وهي الحكمة والحب والحنان الامومى. فيها طيبة امينة رزق ورقة مابعدها رقة، ولوحة الام هي من أشهر لوحات الام في اى وطن. واقدمها اليوم كقطعة شاعرية تحكى عن أول حب لاى طفل أو طفلة في العالم.

## تنقلات اللوحة
عرضت اللوحة في باريس وقد استقبلت استقبالا حسنا، ثم اشتراها متحف لوكسمبورغ بمبلغ ستمائة دولار. لكنها انتقلت في ما بعد إلى متحف اورسيه في باريس حيث ظلّت فيه إلى اليوم. وهي من اللوحات ذات الشعبية الكبيرة في أمريكا. في عام 1934، أصدر مكتب البريد الأمريكي طابعا عليه صورة والدة ويسلر مصحوبة بشعار يقول «في ذكرى أمهات أمريكا». وأصبحت رمزا مصاحبا لاحتفالات عيد الأم. كما ظهرت في العديد من الأفلام والمسلسلات التلفزيونية.
وحتى اليوم ما يزال ينظر إلى اللوحة في الولايات المتحدة باعتبارها رمزا للأمومة والتعاطف والرفق بالوالدين والقيم العائلية بشكل عام. وقد اجتذبت اللوحة عددا كبيرا من الفنانين الذين قلدوها ونسجوا على منوالها من حيث الألوان والخلفية وطريقة جلوس السيدة.